# 란치아 스트라토스
란치아 스트라토스 HF(Lancia Stratos HF)는 이탈리아의 자동차 제조사 란치아가 랠리 자동차 경주를 상정하고 설계한 리어 미드 엔진 스포츠카이다. 1974~1976년 월드 랠리 챔피언십 제조사 부문과 1974년 타르가 플로리오에서 우승했으며 투르 드 프랑스 오토모빌 5회 우승, 지로 디탈리아 오토모빌리스티코를 3회 우승했다.